# پریستیمانتیس پشت‌سبز
پریستیمانتیس پشت‌سبز (نام علمی: Pristimantis chloronotus) نام یک گونه از زیرراسته نوغوکان است.